# Teorema de Stolper-Samuelson
El teorema de Stolper-Samuelson es un teorema básico del tipo Modelo Heckscher-Ohlin en la Economía Internacional. Describe la relación entre los precios relativos de los bienes de salida y las remuneraciones relativas de los factores, en concreto, los salarios reales y la rentabilidad real del capital.
El teorema establece que, bajo ciertos supuestos económicos (rendimientos constantes, competencia perfecta e igualdad de la serie de factores que el número de productos), un aumento en el precio relativo de un bien dará lugar a un aumento en el retorno al factor que se utiliza con mayor intensidad en la producción de la mercancía y, por el contrario, a una caída en el retorno del otro factor.

## Historia del teorema
Este teorema fue deducido en el año 1941 dentro del marco del modelo de Heckscher-Ohlin por Wolfgang Stolper y Paul Samuelson, pero posteriormente derivó en modelos menos restringidos. Como regla, se aplica a todos aquellos casos en los que se observa el efecto. Ronald W. Jones y José Scheinkman (en 1977) mostraron que bajo condiciones muy generales el cambio de factor de rentabilidad con precios de salida resulta según lo predicho por el teorema. Si se considera el cambio en los rendimientos reales bajo el creciente comercio internacional un resultado sólido del teorema es que se produce un retorno al factor escaso que va a bajar, ceteris paribus. Un corolario adicional más sólido del teorema es que existe una compensación para el factor escaso, lo que producirá este efecto y conducirá a un aumento del comercio pareto-eficiente.
El modelo de Heckscher-Ohlin original fue un modelo de dos factores con un mercado de trabajo especificado por un solo número. Por lo tanto, las primeras versiones del teorema no podía hacer predicciones sobre el efecto de la mano de obra no calificada en un país de altos ingresos en un sistema de libre comercio. Sin embargo, modelos más sofisticados que contemplan varias clases de productividad de trabajadores han demostrado que producen el efecto Stolper-Samuelson dentro de cada clase de trabajo: los trabajadores poco cualificados que producen bienes comerciables en un país de alto desarrollo se desarrollarán peor a medida que aumenta el comercio internacional pues, en cuanto al bien que producen en el mercado mundial, un trabajador inexperto en una cadena de producción del primer mundo es un factor menos abundante de la producción de capital.
El teorema de Stolper-Samuelson está estrechamente relacionado con el teorema del factor de estabilización de precios, que establece que, independientemente de la movilidad de los factores internacionales, los precios de los factores tienden a igualarse entre los países que no difieren en su tecnología.

## Derivación
En una economía de dos bienes que solamente produce trigo y tejidos, siendo el trabajo y los suelos cultivados los únicos factores de producción, con una industria de trabajo intenso de suelos y una de trabajo intenso, y asumiendo que el precio de cada producto igualará sus costes marginales, se deriva el teorema.
El precio de los tejidos debería ser:
(1) {\displaystyle P(C)=ar+bw,\,}
con P(C) representando el precio de los tejidos, r representando la renta para los terratenientes, w para los niveles de pagos de salarios y a y b respectivamente para la cantidad de tierra y de trabajo utilizados.
Así, el nivel del trigo sería el siguiente:
(2) {\displaystyle P(W)=cr+dw\,}
con P(W) representando el precio del trigo, r y w la renta y los salarios, y c y d para la cantidad respectiva de tierra y trabajo utilizados.
Entonces, si los tejidos tienen un incremento en sus precios, al menos uno de sus factores debe también volverse más caro, para que la ecuación 1 se sostenga, dado que las cantidades relativas de trabajo y de tierra no son afectadas por la variación de precios. Puede asumirse que sería el trabajo, el factor utilizado intensamente en la producción de tejidos, el que tendría una subida de precio.
Cuando los sueldos se incrementan, la renta debe descender, para que la ecuación 2 se sostenga. Pero en una caída de los precios de renta también se ve afectada la ecuación 1. Para que aun así la ecuación se sostenga, el aumento en los salarios debe ser más que proporcional al incremento del precio de los tejidos.
Entonces un incremento en el precio de un producto incrementará más que proporcionalmente el retorno hacia el factor utilizado con mayor intensidad, y se producirá una caída en el retorno hacia el factor utilizado con menor intensidad

## Críticas al teorema
La validez del modelo de Heckscher-Ohlin ha sido cuestionada desde la clásica paradoja de Leontief. Hay quien estima que "el modelo de Heckscher-Ohlin es totalmente inadecuada como una explicación de las pautas comerciales tradicionales y modernos." En cuanto al teorema de Stolper-Samuelson sí mismo, se señaló (en 2006) que "es el momento de declarar muerto [al teorema] Stolper-Samuelson" y ello porque tras la liberalización del comercio en países en desarrollo (particularmente en América Latina), el resultado fue que la desigualdad salarial se incrementó, lo cual se contradice con los resultados que predice el teorema; partiendo de la base de que en estos países la mano de obra es abundante, el teorema SS predice que la desigualdad salarial debería haber caído.
La tendencia a la disminución de la desigualdad salarial en América Latina que ha seguido a la liberalización del comercio en el largo plazo. Una visión alternativa sería reconocer que, técnicamente, el teorema SS predice una relación entre precios de producción y los salarios relativos.
Las investigaciones que comparan los precios de los productos con los cambios en los salarios relativos encuentran un fuerte apoyo para el teorema de Stolper-Samuelson, como en los casos de Chile (1999), de México (2004) y de Brasil (2006).